# Línea de abonado digital
La línea de abonado digital o línea de suscriptor digital, Digital Subscriber Line (DSL), es una familia de tecnologías que proporcionan el acceso a Internet mediante la transmisión de datos digitales a través del par trenzado de hilos de cobre convencionales de la red telefónica básica o conmutada, constituida por las líneas de abonado: ADSL, ADSL2, ADSL2+, SDSL, IDSL, HDSL, SHDSL, VDSL y VDSL2.
Estas tecnologías, agrupadas bajo las siglas xDSL, proporcionan transmisión digital de datos utilizando uno o varios pares de hilos telefónicos entre el domicilio del abonado y la central telefónica. Las siglas DSL se derivan del término en inglés Digital Subscriber Loop, aunque actualmente también se acepta la interpretación Digital Subscriber Line.
En el ámbito del mercadeo de telecomunicaciones, el término DSL suele ser principalmente asociado con ADSL (línea de abonado digital asimétrica), que es la tecnología DSL instalada con mayor frecuencia. El servicio DSL se proporciona simultáneamente con el servicio telefónico en la misma línea ya que DSL utiliza bandas de frecuencia más altas para transmitir los datos.
La tasa de transferencia de bits de los servicios DSL varía normalmente de 256 kbit/s hasta 50 Mbit/s en dirección hacia el cliente (flujo descendente de datos), dependiendo de la tecnología DSL, condiciones de la línea, y la aplicación de calidad de servicio. En ADSL, la velocidad del flujo ascendente de datos es más baja que la del flujo descendente, a lo cual se debe la designación de servicio asimétrico (Asymetric DSL). En los servicios de SDSL (línea de abonado digital simétrica), las tasas de datos descendentes y ascendentes son iguales.

## Historia
Los fundamentos teóricos de DSL, como muchas otras formas de tecnologías de comunicación, pueden ser rastreados hasta el ensayo de 1948 de Claude Shannon titulado A Mathematical Theory of Communication (Una Teoría Matemática de la Comunicación, en idioma español). Con relación a la aplicación práctica, en 1979 los inventores estadounidenses John E. Trombly, John D. Foulkes y David K. Worthington, en nombre de la empresa Teltone Corporation, solicitaron una patente para un equipo que permitía el uso de cables de telefonía existentes tanto para teléfonos como para terminales de datos que estaban conectados a una computadora remota mediante un sistema de transporte de datos.
Lo que motivó la creación de la tecnología de línea de abonado digital fue la aparición de la especificación sobre la Red Digital de Servicios Integrados (RDSI), propuesta en 1984 por el organismo entonces denominado CCITT, en la actualidad UIT-T, como parte de la Recomendación I.120. Los empleados de Bellcore (ahora Tellcordia Technologies) Richard D. Gitlin, Sailesh K. Rao, Jean-Jacques Werner y Nicholas Zervos solicitaron en 1988 una patente para su  desarrollo de la tecnología de Línea de Suscripción Digital Asimétrica (ADSL), que consistió en colocar señales digitales de banda ancha a frecuencias por encima de la señal análoga de voz de banda base transportada entre la central telefónica y los suscriptores con cableado de par trenzado convencional. El DSL orientado al consumidor fue diseñado para operar sobre líneas acondicionadas para servicios de interfaz de tasa básica (BRI, por sus siglas en idioma inglés) de RDSI existentes, que de por sí es un servicio digital de conmutación de circuitos, aunque muchas empresas locales de telecomunicaciones suministran líneas de subscripción digital de frecuencia adaptativa para trabajar virtualmente  en cualquier instalación de par de cobre disponible, sea que este acondicionada para BRI o no. Los ingenieros han desarrollado instalaciones DSL de alta velocidad como la línea de abonado digital de alta velocidad binaria y la línea de subscripción simétrica para proporcionar servicios tradicionales de DS1 sobre instalaciones estándares de par de cobre.
Los antiguos estándares de ADSL proporcionaban 8 Mbits al cliente por encima de aproximadamente 2 km de cable de par trenzado de cobre sin blindaje. Las variantes más recientes mejoran estas tasas. Las distancias mayores a 2 km reducen significativamente el ancho de banda útil de los cables, por lo que también reducen la tasa de datos. Pero los bucles extensores ADSL incrementan estas distancias repitiendo la señal, permitiendo a la empresa local de telecomunicaciones entregar velocidades DSL a cualquier distancia.
Los primeros servicios DSL requerían un denominado bucle seco dedicado, pero la tecnología DSL de línea compartida se hizo disponible cuando la Comisión Federal de Comunicaciones estadounidense solicitó a las empresas de telecomunicaciones locales que arrendaran sus líneas a proveedores de servicios DSL competentes. Esta separación permitió que un cliente pudiera recibir dos servicios separados de dos proveedores distintos en un mismo par telefónico. El equipamiento de los proveedores de servicios DSL está colocalizado en la misma central telefónica, así como la del proveedor de telecomunicaciones local suministrando el servicio de voz ya existente del cliente. EL circuito del subscriptor es entonces recableado a una interfaz con hardware proporcionada por la empresa local la cual combina frecuencias para DSL y frecuencias vocales telefónicas en una misma instalación de par de cobre.
En el año 2012, algunos operadores en los Estados Unidos informaron que los terminales remotos DSL con fibra de red están reemplazando a los sistemas ADSL antiguos.

## Operación
Los teléfonos están conectados a la central telefónica a través de un bucle local, que es un par físico de cables. El bucle local, que conecta la central telefónica con la mayoría de los suscriptores, tiene la capacidad de transportar frecuencias mucho más allá del límite superior de la banda de voz de 3,4 kHz. Dependiendo de la longitud y la calidad del bucle, el límite superior puede ser de decenas de megahertz. DSL aprovecha este ancho de banda no utilizado del bucle local creando canales de 4 312,50 Hz de ancho comenzando entre 10 y 100 kHz, dependiendo de cómo esté configurado el sistema. La asignación de canales continúa a frecuencias cada vez más altas (hasta 1,1 MHz para ADSL) hasta que los nuevos canales se consideren inutilizables. Cada canal se evalúa para la usabilidad de la misma manera que un módem analógico en una conexión telefónica básica. Más canales útiles equivalen a un ancho de banda mayor disponible, por lo que la distancia y la calidad de línea son un factor (las frecuencias más altas utilizadas por DSL viajan solo distancias cortas). El conjunto de canales utilizables se divide en dos bandas de frecuencia diferentes para el tráfico ascendente y descendente, en función de una relación preconfigurada. Esta segregación reduce la interferencia. Una vez que se han establecido los grupos de canales, los canales individuales se unen en un par de circuitos virtuales, uno en cada dirección. Al igual que los módems analógicos, los transceptores DSL monitorean constantemente la calidad de cada canal y los agregarán o eliminarán del servicio dependiendo de si son utilizables. Una vez que se establecen los circuitos ascendentes y descendentes, un suscriptor puede conectarse a un servicio como el de acceso a Internet u otros servicios de red, como una red MPLS corporativa.
La tecnología de transporte subyacente a lo largo de las instalaciones DSL usa la técnica analógica de la modulación de ondas portadoras sinusoidales de alta frecuencia. Un circuito DSL termina en cada extremo en un módem que modula patrones de bits en ciertos impulsos de alta frecuencia para transmitir al módem opuesto. Las señales recibidas por el módem del otro extremo son demoduladas para producir un patrón de bits correspondiente que el módem retransmite, en forma digital, a un equipo interconectado, como una computadora, enrutador, conmutador, etc. A diferencia de los módems de discado tradicionales, que usan señales de la banda base vocal entre 300 y 3400 Hz, los módems DSL (concretamente ADSL) emiten señales en la banda de 25 kHz a 1,104 MHz. Esta separación de bandas de frecuencia permite coexistir a los servicios DSL y los servicios telefónicos tradicionales. Generalmente, las transmisiones con tasa de bits superiores requieren una banda de frecuencia más amplia, aunque la proporción de tasa de bits con la tasa simbólica y por lo tanto con el ancho de banda, no es lineal  debido a innovaciones significativas en el procesamiento de señales digitales y en los métodos de modulación digital.
En el extremo del cliente del circuito, se instalan filtros DSL paso bajo en cada teléfono para filtrar el siseo de alta frecuencia, que de otra manera se escucharía. Inversamente, los filtros de paso alto incorporados en los circuitos de los módems DSL filtran las frecuencias de voz. Aunque la modulación de ADSL y RADSL no utilizan la banda de frecuencias de voz, elementos no lineales en el teléfono podrían de otra manera generar intermodulación audible y puede perjudicar la operación del módem de datos en la ausencia de filtros de pase bajo.

## Comparación de las técnicas DSL
La siguiente tabla muestra las distintas características que diferencian a las principales variantes de DSL:
|                             | ADSL                                                               | HDSL                 | SDSL                     | VDSL                                                                |
| --------------------------- | ------------------------------------------------------------------ | -------------------- | ------------------------ | ------------------------------------------------------------------- |
| Bitrate                     | De 1,5 a 9 Mbit/s en descendente. De 16 a 640 kbit/s en ascendente | 1,544 a 2,048 Mbit/s | 1,544 a 2,048 Mbit/s     | De 13 a 52 Mbit/s en descendente. De 1,5 a 2,3 Mbit/s en ascendente |
| Modo                        | Asimétrico                                                         | Simétrico            | Simétrico                | Asimétrico                                                          |
| Pares de cobre              | 1                                                                  | 2                    | 1                        | 1                                                                   |
| Distancia (cable de 24 AWG) | De 3,7 a 5,5 km                                                    | 3,7 km               | 3 km                     | 1,4 km                                                              |
| Señalización                | Analógica                                                          | Digital              | Digital                  | Analógica                                                           |
| Código de Línea             | CAP/DMT                                                            | 2B1Q                 | 2B1Q                     | DMT                                                                 |
| Banda de frecuencias        | 25 kHz a 1,104 MHz                                                 | 0 a 425 kHz          | 0 a 550 kHz (2 048 kbps) | 200 kHz a 30 MHz                                                    |
| Bits/ciclo                  | Variable                                                           | 4                    | 4                        | Variable                                                            |

## Tecnologías DSL

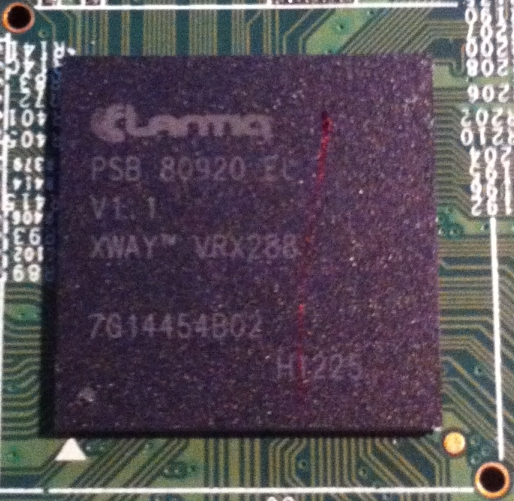
Circuito integrado auxiliar Lantiq XWAY VRX288 para despliegue de capacidades VDSL/ADSL

| Tecnología | Estándar de la UIT                                           |
| ---------- | ------------------------------------------------------------ |
| ADSL       | ANSI T1.413 Issue 2 ITU G.992.1 (G.DMT) ITU G.992.2 (G.Lite) |
| ADSL2      | ITU G.992.3/4 ITU G.992.3 Annex J ITU G.992.3 Annex L        |
| ADSL2+     | ITU G.992.5 ITU G.992.5 Annex M                              |
| HDSL       | ITU G.991.1                                                  |
| HDSL2      |                                                              |
| IDSL       |                                                              |
| MSDSL      |                                                              |
| PDSL       |                                                              |
| RADSL      |                                                              |
| SDSL       |                                                              |
| SHDSL      | ITU G.991.2 G.998.2 basada IEEE 802.3ah-2004                 |
| UDSL       |                                                              |
| VDSL       | ITU G.993.1                                                  |
| VDSL2      | ITU G.993.2                                                  |

## Protocolos y Configuraciones
Las tecnologías DSL implementan ATM sobre la capa física o de flujo de bits (bitstream) de bajo nivel para permitir la adaptación de diferentes tecnologías sobre el mismo enlace. Estas tecnologías pueden crear redes de puente o enrutado. En una configuración de puente, un grupo de equipos suscritos son conectados eficientemente en una sola subred.
Las primeras implementaciones utilizaban el protocolo DHCP para proporcionar al equipo del lado del abonado los parámetros o configuración de red, como la dirección IP, a través de la autenticación de dicho equipo mediante su dirección física o un nombre de host asignado. Las implementaciones posteriores usan el Protocolo Punto a Punto (PPP), en sus variantes Protocolo Punto a Punto sobre Ethernet (PPPoE) o Protocolo Punto a Punto sobre ATM (PPPoA), para autenticar al equipo del lado del abonado mediante un identificador de usuario y contraseña y proporcionar los parámetros o configuración de red.

## Factores que limitan la transmisión
Las tecnologías xDSL se enfrentan a diversas dificultades y limitaciones al transmitir datos a alta velocidad a través del par telefónico.
Existen cuatro parámetros que tienen menor relevancia en baja frecuencia (hasta unos 4 kHz, típicamente) y que adquieren especial relevancia en alta frecuencia:
- Atenuación: La atenuación de la señal se incrementa con la frecuencia de transmisión.
- Diafonía NEXT (Near End Crosstalk): Es el acoplamiento no deseado de señales entre hilos adyacentes en el mismo cable. Afecta especialmente a frecuencias altas.
- Diafonía FEXT (Far End Crosstalk): Es similar a la diafonía NEXT, pero ocurre entre hilos en diferentes cables. También influye más en frecuencias altas.
- Ramas múltiples: Las ramas múltiples en el par telefónico se comportan como circuitos abiertos a bajas frecuencias, pero generan reflexiones y discontinuidades de impedancia a altas frecuencias.

Además, otros factores que limitan la capacidad de tranmisión a través del par de cobre incluyen:
- Ruido impulsivo: Son ráfagas de ruido de alta amplitud y duración variable causadas por diversas fuentes, como impulsos de disco, corriente de llamada, cambios de polaridad en la línea, transformadores, electrodomésticos y fenómenos atmosféricos como los rayos.
- Ruido de fondo: Se puede modelar como ruido blanco gaussiano aditivo con un nivel de potencia específico (-140 dBm/Hz).
- Interferencias de emisiones de radio: Aunque el par trenzado es equilibrado en teoría, a medida que aumenta la frecuencia, el equilibrio disminuye. La planta externa, que puede tener tramos con pares paralelos en lugar de trenzados, actúa como antenas captadoras de emisiones de radio, incluidas las de radioaficionados.
- Irregularidades del bucle: La infraestructura telefónica puede presentar irregularidades, como empalmes de diferente calibre, derivaciones sin terminar y bobinas de carga que limitan el ancho de banda disponible para aplicaciones xDSL.